# Arnoglossus laterna
Arnoglossus laterna es una especie de pez de la familia Bothidae en el orden de los Pleuronectiformes.

## Morfología
• Pueden llegar alcanzar los 25 cm de longitud total.

## Distribución geográfica
Se encuentra en las  costas del  Atlántico Oriental (desde Noruega hasta Angola). También en el Mediterráneo y el Mar Negro.